# BC Luleå
Le BC Luleå (anciennement: 1976-2010: Plannja Basket, 2010-2015:  LF Basket Norrbotten) est un club suédois de basket-ball basé à Luleå. Le club appartient à la Obol Basketball League soit le plus haut niveau du championnat suédois.

## Historique
Le club est né en 1976 de la fusion de deux autres clubs : Gammelstads IF et Plannja AB.

## Palmarès
- Champion de Suède : 1997, 1999, 2000, 2002, 2004, 2006, 2007, 2017